# Benzotiadiazin
A benzotiadiazin biciklusos heterociklusos benzolszármazék, melynek heterociklusos gyűrűjében két nitrogén és egy kénatom található.
Egyes származékait gyógyszerként használják, például:

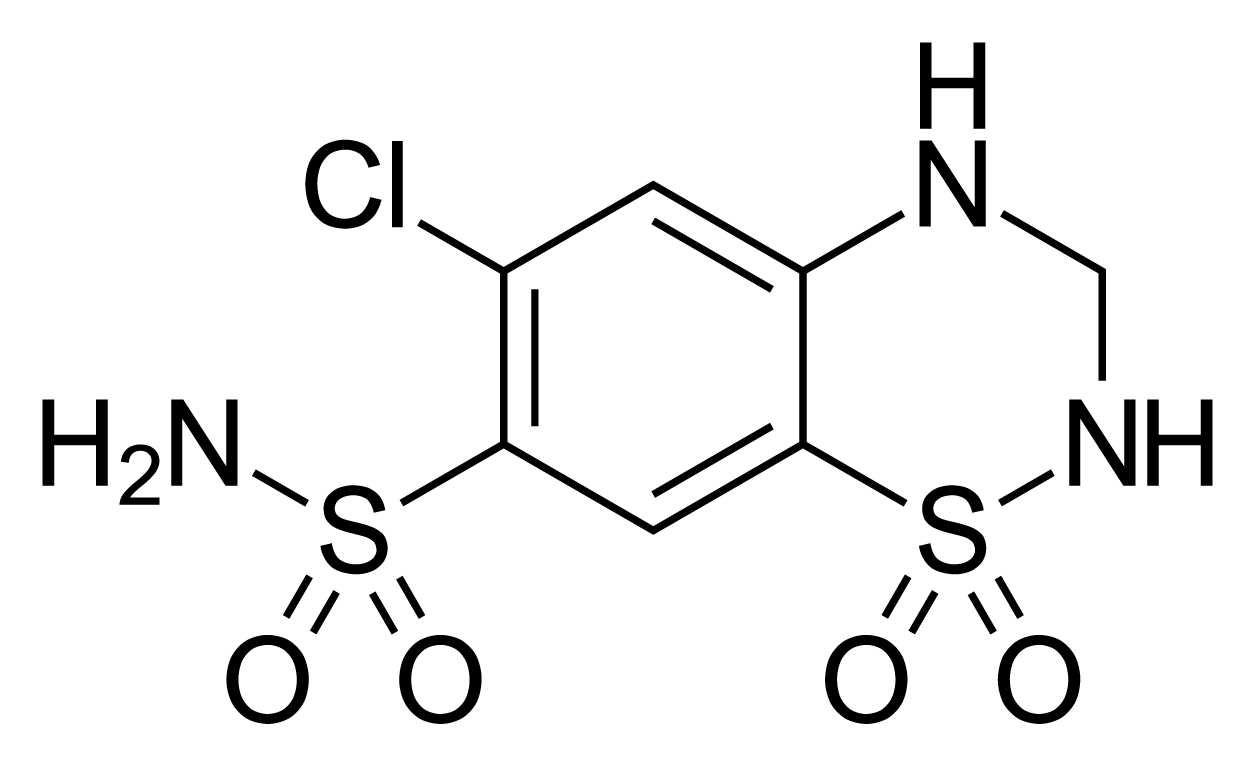
A hidroklorotiazid a benzotiadiazin egyik származéka, vizelethajtó hatású gyógyszer

- bendroflumetiazid
- klorotiazid
- ciklotiazid
- hidroklorotiazid
- diazoxid

## Fordítás
Ez a szócikk részben vagy egészben  a   Benzothiadiazine című angol Wikipédia-szócikk ezen változatának fordításán alapul.  Az eredeti cikk szerkesztőit annak laptörténete sorolja fel. Ez a jelzés csupán a megfogalmazás eredetét és a szerzői jogokat jelzi, nem szolgál a cikkben szereplő információk forrásmegjelöléseként.